# WISE J0047+6803
WISE J0047+6803 is een bruine dwerg met een spectraalklasse van L9pec. De ster bevindt zich 39,63 lichtjaar van de zon.